# Montevideo Open 2021
Il Montevideo Open 2021 è stato un torneo di tennis giocato su campi in terra rossa. È stata la 1ª edizione dell'evento femminile facente parte dei tornei WTA 125 nell'ambito del WTA 125 2021. Si è giocato presso il Carrasco Lawn Tennis Club di Montevideo, in Uruguay, dal 15 al 21 novembre 2021.

## Partecipanti al singolare
| Nazione   | Giocatrice          | Ranking | Testa di serie* |
| --------- | ------------------- | ------- | --------------- |
| Brasile   | Beatriz Haddad Maia | 80      | 1               |
| Ungheria  | Anna Bondár         | 107     | 2               |
| Ungheria  | Panna Udvardy       | 116     | 3               |
| Romania   | Irina Bara          | 133     | 4               |
| Francia   | Diane Parry         | 149     | 5               |
| Georgia   | Ekaterine Gorgodze  | 154     | 6               |
| Argentina | Paula Ormaechea     | 214     | 7               |
| Brasile   | Laura Pigossi       | 218     | 8               |

* Ranking all'8 novembre 2021.

### Altre partecipanti
Le seguenti giocatrici hanno ottenuto una wild card per il tabellone principale:
- Guillermina Grant
- Ane Mintegi del Olmo

Le seguenti giocatrici sono passati dalle qualificazioni:
- Marina Bulbarella
- Martina Capurro Taborda
- Dasha Ivanova
- Olivia Tjandramulia

### Ritiri
Prima del torneo
- Gabriela Cé → sostituita da  Carolina Alves
- Grace Min → sostituita da  Ana Sofía Sánchez
- Tereza Mrdeža → sostituita da  Laura Pigossi
- Daniela Seguel → sostituita da  Carol Zhao
- Mayar Sherif → sostituita da  Marina Bassols Ribera
- Anastasija Tichonova → sostituita da  Elina Avanesjan
- Renata Zarazúa → sostituita da  Anna Sisková
- Zhang Shuai → sostituita da  Bárbara Gatica

## Partecipanti al doppio

### Teste di serie
| Nazione     | Giocatrice      | Nazione   | Giocatrice          | Rank1 | Seed |
| ----------- | --------------- | --------- | ------------------- | ----- | ---- |
| Romania     | Irina Bara      | Georgia   | Ekaterine Gorgodze  | 158   | 1    |
| Paesi Bassi | Arianne Hartono | Australia | Olivia Tjandramulia | 373   | 2    |
| Ungheria    | Anna Bondár     | Ungheria  | Panna Udvardy       | 377   | 3    |
| Argentina   | María Carlé     | Brasile   | Laura Pigossi       | 408   | 4    |

* Ranking all'8 novembre 2021.

### Altre partecipanti
La seguente coppia ha ricevuto una wild card per il tabellone principale:
- Guillermina Grant /  Juliana Rodríguez

## Campioni

### Singolare
Diane Parry ha sconfitto in finale  Panna Udvardy con il punteggio di 6–3, 6–2.

### Doppio
Irina Bara /  Ekaterine Gorgodze hanno sconfitto in finale  Carolina Alves /  Marina Bassols Ribera con il punteggio di 6-4, 6-3.